# Cero (análisis complejo)
En análisis complejo, un cero de una función holomorfa f es un número complejo a que cumple la condición f(a) = 0.

## Definición
Sea g(z) analítica en {\displaystyle z=\alpha } y que 
| {\displaystyle g(z)=\sum _{n=0}^{\infty }\alpha _{n}(z-\alpha )^{n}} para {\displaystyle \|z-\alpha \|<r} decimos que g(z) tiene cero de orden k en {\displaystyle z=\alpha } si {\displaystyle \alpha _{0}=\alpha _{1}=\cdots =\alpha _{k-1}=0} pero {\displaystyle \alpha _{k}\neq 0}, decimos usualmente que un cero de orden uno es un cero simple |

.

## Multiplicidad de un cero
Un número complejo a es un cero simple de f, o un cero de multiplicidad 1 de f, si f puede escribirse como
{\displaystyle f(z)=(z-a)g(z)\,}
donde g es una función holomorfa para la cual g(a) no es cero.
En general, la multiplicidad del cero de f en a es el entero positivo n para el cual existe una función holomorfa g que cumple
{\displaystyle f(z)=(z-a)^{n}g(z)\ {\mbox{y}}\ g(a)\neq 0.\,}

## Existencia de ceros
El teorema fundamental del álgebra dice que todo polinomio no constante con coeficientes complejos tiene al menos un cero en el plano complejo. Algunas funciones polinómicas con coeficientes reales no tienen ceros en el campo de los números reales, pero sí los tienen en el campo complejo. Un ejemplo es la función f(x) = x2 + 1.
Como consecuencia de la factorización única de polinomios la existencia de un cero implica que contando multiplicidades un polinomio complejo de grado n tiene exactamente n ceros (no necesariamente distintos). En efecto, si un polinomio {\displaystyle P_{n}(z)} admite un cero en {\displaystyle z=a_{1}} entonces:

{\displaystyle P_{n}(z)=(z-a_{1})P_{n-1}(z)\,}

Aplicando el mismo razonamiento a {\displaystyle P_{n-1}(z)} y así inductivamente se llega a que:

{\displaystyle P_{n}(z)=(z-a_{1})P_{n-1}(z)=(z-a_{1})(z-a_{2})P_{n-2}(z)=\dots =(z-a_{0})(z-a_{1})\dots (z-a_{n})\,}

## Conjunto de ceros
Para un polinomio el conjunto de ceros es un conjunto finito y por tanto sin puntos de acumulación. Sin embargo, muchas funciones holomorfas poseen un número infinito de ceros, por ejemplo:

{\displaystyle \sin z=z\left(1-{\frac {z^{2}}{\pi ^{2}}}\right)\left(1-{\frac {z^{2}}{4\pi ^{2}}}\right)\left(1-{\frac {z^{2}}{9\pi ^{2}}}\right)\left(1-{\frac {z^{2}}{16\pi ^{2}}}\right)\dots }

De donde se sigue que el conjunto de ceros de esta función es:

{\displaystyle \pi \mathbb {Z} =\{z\in \mathbb {C} |\ z=\pi k,\ k\in \mathbb {Z} \}}

En cualquier caso se puede demostrar que para una función holomorfa no-nula el conjunto de sus ceros constituye un conjunto numerable sin puntos de acumulación.